# Lambda Serpentis
Lambda Serpentis ((λ Ser, λ Serpentis) è una stella della costellazione del Serpente di magnitudine 4,42, distante 39,5 anni luce dal sistema solare. La velocità radiale (-66 km/s) indica che la stella si sta velocemente avvicinando alla Terra, e tra circa 172.000 anni raggiungerà la distanza minima, a circa 7,9 anni luce dal Sole. In quel periodo la stella sarà molto più brillante di quanto lo sia nell'epoca attuale, e la sua magnitudine apparente sarà di circa +0,9.

## Caratteristiche fisiche
Si tratta di una nana gialla molto simile al Sole, di classe spettrale G0-V, anche se alcuni cataloghi la indicano come subgigante. Si tratta di una nana gialla molto simile al Sole, con una massa e un raggio di poco superiori a quelli della nostra stella, mentre la luminosità è oltre 2 volte superiore. La temperatura superficiale è attorno ai 5950 K e un'altra similitudine con il Sole è la sua metallicità, che è praticamente la stessa, mentre l'età della stella appare superiore a quella del Sole ed è stimata sui 6 miliardi di anni o poco più.
In passato fu suggerito che la stella avesse una compagna spettroscopica con un periodo di 1837 giorni; tuttavia osservazioni successive esclusero la presenza di compagne stellari, confermando che si tratta di una stella singola.